# Quốc kỳ Uganda

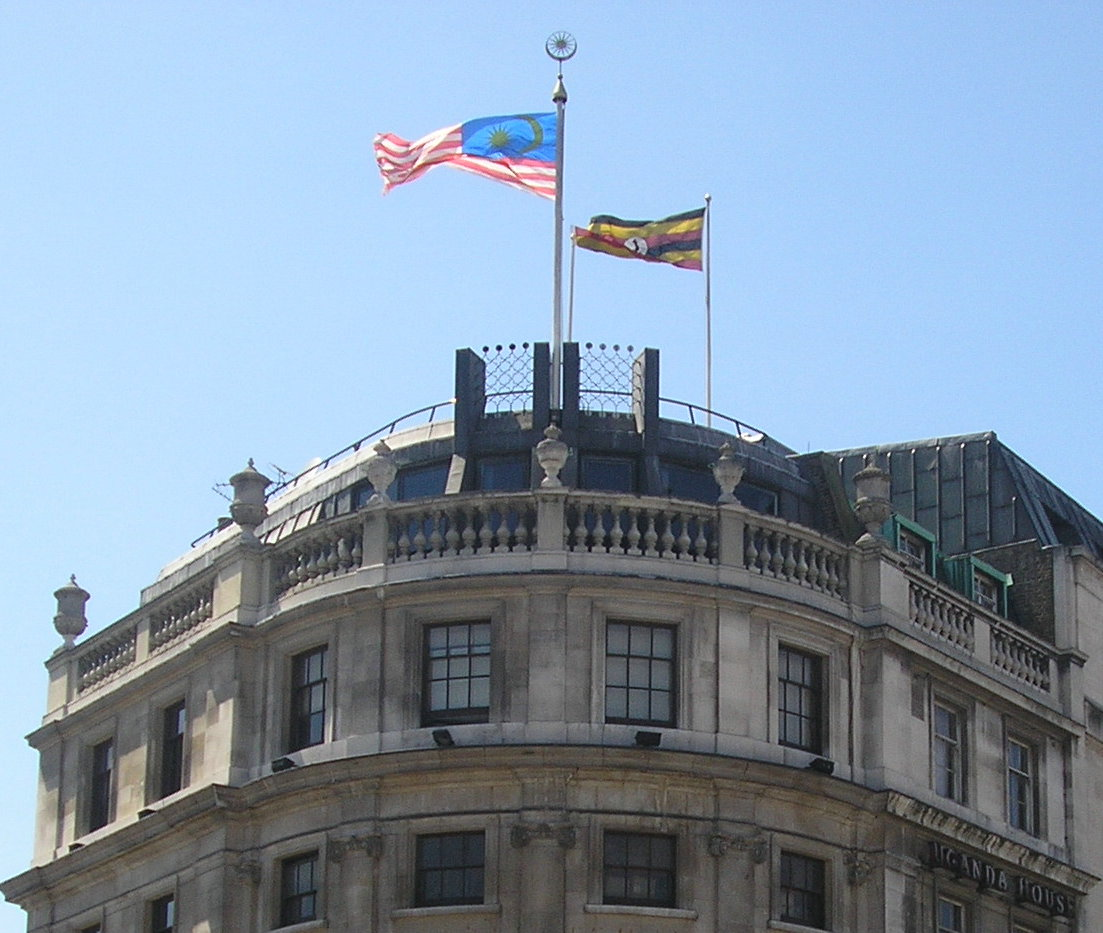
Lá cờ tung bay phía sau Quốc kỳ Malaysia trên Tòa nhà Uganda – Cao ủy Vương quốc Anh, Quảng trường Trafalgar, Luân Đôn.

Quốc kỳ Uganda (tiếng Luganda: Bendera ya Uganda) được thông qua vào ngày 9 tháng 10 năm 1962, ngày Uganda giành được độc lập khỏi Đế quốc Anh. Lá cờ bao gồm sáu dải ngang rộng bằng nhau có thứ tự màu đen (trên cùng), vàng, đỏ, đen, vàng và đỏ. Ở giữa lá cờ có một vòng tròn màu trắng với biểu tượng quốc gia, sếu vương miện xám (Balearica regulorum), quay mặt về phía kéo cờ.
Trong thời kỳ thuộc địa, người Anh sử dụng Cờ hiệu hàng hải của Anh đã xóa phù hiệu thuộc địa, theo quy định năm 1865. Buganda, vương quốc dân tộc lớn nhất ở thuộc địa Uganda, có cờ riêng. Tuy nhiên, để tránh việc thiên vị một khu vực thuộc địa hơn bất kỳ khu vực nào khác, chính quyền thuộc địa Anh đã chọn biểu tượng con sếu để sử dụng trên Cờ hiệu hàng hải và các biểu ngữ chính thức khác.

## Lịch sử
Khi Đảng Dân chủ nắm quyền cai trị đất nước, họ đã đề xuất thiết kế quốc kỳ có các sọc dọc màu xanh lục-xanh lam-xanh lục, ngăn cách bằng các sọc vàng hẹp hơn và ở giữa có hình một con sếu màu vàng. Sau khi đảng này thất bại trong cuộc bầu cử quốc gia vào ngày 25 tháng 4 năm 1962, đảng mới được bầu, Đại hội Nhân dân Uganda (UPC), bác bỏ thiết kế cũ và đề xuất thiết kế khác, tức là loại hiện tại. Nó dựa trên cờ UPC, một lá cờ ba màu có các sọc ngang màu đỏ, vàng và đen. Chính quyền Anh đã chấp thuận quốc kỳ mới trước khi đất nước giành được độc lập. Lá cờ được thiết kế bởi C. Todd, Giáo sư người Mỹ thuật tại Đại học Makerere. Ông cũng thiết kế Quốc huy Uganda và nhiều biểu tượng khác mà ông đã đăng ký với Trường Cao đẳng Vũ khí ở Luân Đôn.

## Các đặc điểm trên quốc kỳ Uganda
Ba màu đại diện cho các nhóm dân tộc ở châu Phi (đen), bình minh châu Phi (vàng) và tình anh em châu Phi (màu đỏ là màu của máu, qua đó tất cả người châu Phi được kết nối với nhau). Sếu vương miện xám được coi là biểu tượng vì bản chất hiền lành và cũng là huy hiệu quân sự của binh lính Uganda suốt thời kỳ cai trị của Đế quốc Anh. Chân sếu giơ lên tượng trưng cho tinh thần tiến lên phía trước của đất nước.

## Các lá cờ khác

Cờ của Xứ bảo hộ Uganda (1914 – tháng 3 năm 1962)
Cờ Thống đốc Uganda (1914 – tháng 3 năm 1962)
Cờ không chính thức (tháng 3 – 9 tháng 10 năm 1962)
Cờ Tổng thống Uganda

Cờ quân sự

Cờ Lực lượng Phòng vệ Nhân dân Uganda
Cờ Lực lượng Phòng không Nhân dân Uganda